# Murat Kodzokow
Murat Muajedowicz Kodzokow (ros. Мурат Муаедович Кодзоков, ur. 21 lipca 1986) – rosyjski judoka i sambista.
Uczestnik mistrzostw świata w 2011 i 2013, a także dwukrotny medalista w drużynie. Startował w Pucharze Świata w 2010. Srebrny medalista mistrzostw Europy w 2011; piąty w 2013. Drugi w drużynie w 2012. Mistrz Rosji w 2012; drugi w 2007; trzeci w 2009 roku.